# Chen Yanqing
Chen Yanqing (en chino: 陈艳青; Suzhou, 5 de abril de 1979) es una deportista china que compitió en halterofilia.
Participó en dos Juegos Olímpicos de Verano, Atenas 2004 y Pekín 2008, obteniendo en cada edición una medalla de oro en la categoría de 58 kg. Ganó dos medallas de oro en el Campeonato Mundial de Halterofilia, en los años 1997 y 1999.

## Palmarés internacional
| Juegos Olímpicos   | Juegos Olímpicos       | Juegos Olímpicos | Juegos Olímpicos |
| Año                | Lugar                  | Medalla          | Categoría        |
| ------------------ | ---------------------- | ---------------- | ---------------- |
| 2004               | Atenas (Grecia)        | Medalla de oro   | 58 kg            |
| 2008               | Pekín (China)          | Medalla de oro   | 58 kg            |
| Campeonato Mundial |                        |                  |                  |
| Año                | Lugar                  | Medalla          | Categoría        |
| 1997               | Chiang Mai (Tailandia) | Medalla de oro   | 64 kg            |
| 1999               | Atenas (Grecia)        | Medalla de oro   | 58 kg            |